# Eutriphosa
Eutriphosa là một chi bướm đêm thuộc họ Geometridae. Nó còn có tên đồng nghĩa là Rheumaptera.